# Elmore County (Idaho)
Elmore County is een county in de Amerikaanse staat Idaho.
De county heeft een landoppervlakte van 7.971 km² en telt 29.130 inwoners (volkstelling 2000). De hoofdplaats is Mountain Home.